# Martín de Alarcón
Martín de Alarcón fue el gobernador español de Coahuila y de Texas desde 1705 hasta 1708, y nuevamente desde 1716 hasta 1719. Fundó San Antonio, el primer asentamiento civil español en Texas; los asentamientos previos en territorio tejano fueron las misiones.

## Tejas

### Primer mandato (1705-1708)
Alarcón fue nombrado primer gobernador de las provincias españolas de Coahuila y Tejas en 1705. En ese momento, no había asentamientos españoles en Tejas. La última de las misiones católicas originales en el este de Texas había sido abandonada en 1699. Los franceses habían establecido asentamientos al oeste del río Misisipi y las autoridades españolas temían que los franceses se invadieran Texas. En 1707, el virrey de la Nueva España ordenó a todos los gobernadores provinciales que impidieran la entrada de extranjeros y de sus bienes. Alarcón propuso que una de las misiones que había a lo largo del río Grande, la misión de San Bernardo, se trasladara más al norte de Texas, junto al río Frío. La iniciativa no prosperó pero en 1707 Alarcón autorizó una expedición a Texas, principalmente para disuadir a los indios de la zona de tener contacto con los franceses. Las tropas españolas solo llegaron hasta el río Colorado o río San Marcos, pero pasaron un tiempo en la región del río San Antonio, y quedaron muy satisfecho por las tierras y por la abundancia de agua.

### Segundo mandato (1716-1719)
A principios de 1716, el gobierno español autorizó un segundo intento para convertir al cristianismo a los indios Hasinai del este de Texas. Se establecieron cuatro misiones y un presidio. Varios de los soldados asignados al presidio trajeron a sus familias con ellos, entre ellas estaban las  primeras mujeres españolas que se adentraron en Texas.

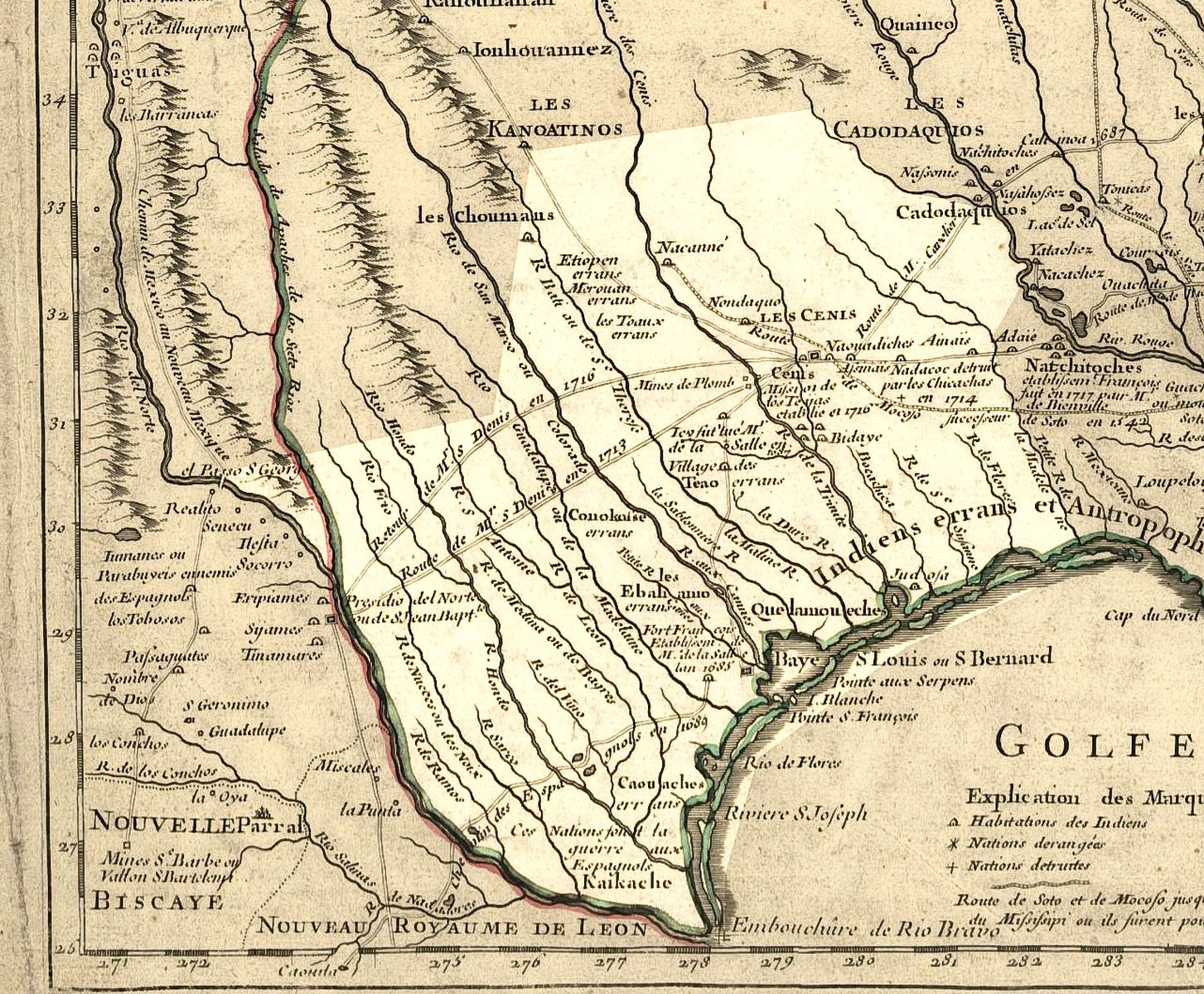
Mapa francés de Texas de 1718, durante el gobierno de Alarcón

Más tarde ese año, Alarcón fue nuevamente gobernador de Coahuila y Texas. Pronto recibió la noticia de que las nuevas misiones se encontraban en una situación desesperada, con muy pocas provisiones. Estas recibían suministros del asentamiento español más cercano, el presidio de San Juan Bautista del Río Grande situado a 400 millas (644 km) de distancia. Alarcón entendió que había que crear un enclave de apoyo entre las provincias del interior y de las misiones de Texas. Primero supervisó la cabecera del río San Antonio, un área que los españoles ya habían visitado en 1707 y que era el hogar de la gran comunidad de los indios Coahuiltecos.
Cuando Alarcón viajaba al presidio de San Juan Bautista, lugar de partida que llevaba a las misiones, recibió una carta del Padre Olivares informando que el francés Louis Juchereau de St. Denis había establecido un centro de comercio ilegal junto al río Grande (del Norte para los españoles de México). Alarcón apresó a St. Denis pero su investigación no pudo probar que hubiera comercio ilegal en la zona. St. Denis fue liberado y retornó a Luisiana.
El viaje al interior se retrasó hasta el 9 de abril de 1718, cuando Alarcón encabezó una expedición para fundar una comunidad en el centro de Texas. Estuvo acompañado por 72 personas, entre ellas 10 familias. Trajeron con ellos 548 caballos, 6 manadas de mulas y otros animales. A su llegada, el grupo construyó primero una estructura temporal para servir como misión, llamada San Antonio de Valero, que más tarde ganó fama como el Álamo o Misión de San Antonio del Álamo. El documento de fundación de la misión ostenta la firma de puño y letra de Alarcón, quien firma "Sargento mayor Don Martin de Alarcon general de las provincias del Reyno de las Nuevas Philipinas."
A una milla (dos kilómetros) al norte de la misión, Alarcón construyó un presidio, el Presidio de San Antonio de Bexar (hoy ciudad de San Antonio). Cerca del presidio, Alarcón fundó un nuevo municipio, llamado Béjar (ahora conocida como San Antonio), al que do un rango superior al de un pueblo (pueblo), pero inferior a una ciudad (ciudad). San Antonio se convirtió en la única  villa de Texas, y los colonos que se establecieron allí sobrevivieron gracias a la agricultura y la ganadería.